# Leandro Trossard
Leandro Trossard (* 4. Dezember 1994 in Maasmechelen) ist ein belgischer Fußballspieler, der seit 2023 bei FC Arsenal in der englischen Premier League spielt.

## Karriere

### Verein
Trossard begann seine Profikarriere bei KRC Genk. Sein Debüt in der Ersten Division gab er am 4. Dezember 2012 gegen KAA Gent. Um Spielpraxis sammeln zu können, wurde er mehrmals ausgeliehen.
In der Saison 2018/19 wurde Trossard mit Genk belgischer Meister. Gegen die Zahlung einer Ablösesumme von 20 Millionen Euro wurde der Vertrag von Genk aufgelöst und Trossard schloss einen neuen Vertrag mit vier Jahren Laufzeit beim englischen Verein Brighton & Hove Albion ab.
Mitte Januar 2023 wechselte er zum Ligakonkurrenten FC Arsenal.

### Nationalmannschaft
Am 28. März 2016 debütierte er für die belgische U-21-Nationalmannschaft im EM-Qualifikationsspiel gegen Montenegro. Bei der 1:2-Heimniederlage in Löwen wurde er in der 76. Minute für Youri Tielemans eingewechselt.
Obwohl im September 2018 erstmals für die A-Nationalmannschaft Belgiens nominiert, folgte sein Debüt erst knapp zwei Jahre später am 5. September 2020 in der UEFA Nations League gegen Dänemark. Beim 2:0-Auswärtssieg in Kopenhagen wurde er in der 80. Minute für Dries Mertens eingewechselt. Bei der infolge der COVID-19-Pandemie erst 2021 ausgetragenen Europameisterschaft 2020 gehörte er zum belgischen Kader. Dort wurde er nur beim 3. Gruppenspiel gegen Finnland, vor dem Belgien bereits für das Achtelfinale qualifiziert war, eingesetzt.
Im Halbfinale der Nation League 2020/21 gegen Frankreich und im Spiel um den 3. Platz gegen Italien, die beide von Belgien verloren wurden, wurde er jeweils im Laufe der 2. Halbzeit eingewechselt.
Trossard gehörte bei der Weltmeisterschaft 2022 zum belgischen Kader und wurde in allen drei Gruppenspielen, nach denen Belgien ausschied, eingesetzt. In der Qualifikation für die EM 2024 wurde er in vier der acht Spiele eingesetzt, erzielte zwei Tore und qualifizierte sich mit den Roten Teufeln ungeschlagen für die EM-Endrunde, für die er am 28. Mai 2024 nominiert wurde.

## Erfolge
- Belgischer Pokalsieger: 2013
- Belgischer Meister: 2019